# Theodor Estermann
Theodor Estermann (Neubrandenburg, 5 de fevereiro de 1902 — 29 de novembro de 1991) foi um matemático britânico
Doutorado em 1925, orientado por Hans Rademacher. Foi orientador de Heini Halberstam, Klaus Friedrich Roth e Robert Charles Vaughan.
Seu irmão mais velho foi o físico Immanuel Estermann.

## Obras
- Introduction to modern prime number theory, Cambridge Tracts, 1952
- Complex numbers and functions, University of London, Athlone Press 1962